# Markus Eichenlaub
Markus Eichenlaub (* 1970 in Herxheim bei Landau/Pfalz) ist ein deutscher Kirchenmusiker und Organist.
Seine künstlerische Ausbildung erhielt er am Bischöflichen Kirchenmusikalischen Institut des Bistums Speyer (C-Examen) und an den staatlichen Musikhochschulen Karlsruhe (Kath. Kirchenmusiker B- und A-Examen), Hamburg und Stuttgart (Konzertexamen). Zu seinen Orgellehrern zählten Kay Johannsen, Pieter van Dijk und Jon Laukvik.
Von 2000 bis 2010 lehrte er als Professor für künstlerisches Orgelspiel an der Folkwang Universität der Künste in Essen. Im Jahr 1998 wurde er zum Organisten der hohen Domkirche zu Limburg berufen. Dieses Amt übte er bis 2010 aus.
Seit dem Jahr 2010 ist Eichenlaub Domorganist des Kaiser- und Mariendoms zu Speyer. Bis zum 1. Januar 2019 war er Diözesankirchenmusikdirektor. In dieser Funktion hatte er als Diozösankirchenmusikdirektor auch die Leitung des Bischöflichen Kirchenmusikalischen Instituts zu Speyer inne. Im März 2018 wurde bekannt, dass er seine Funktion als Diözesankirchenmusikdirektor zum 31. Dezember 2018 niederlegen und sich auf seine Tätigkeit als Domorganist konzentrieren wird. Sein Nachfolger als Leiter der Abteilung Kirchenmusik wurde Manfred Degen.
Von 2014 bis 2017 war er Lehrbeauftragter für Orgelliteratur an der Hochschule für Musik Mainz. An der Hochschule für Musik Saar in Saarbrücken hat er einen Lehrauftrag für Orgel und Improvisation.